# کژدمان
کژدمان، یا کژدم‌های اسکورپیونیده (نام علمی: Scorpionidae) که عقرب‌های حفره یا عقرب‌های پا کم‌رنگ نیز نامیده می‌شوند، خانواده بزرگی از کژدم‌ها متعلق به بالاخانواده Scorpionoidea هستند. این خانواده توسط پی‌یر آندره لاتریه، ۱۸۰۲ توصیف شد.

## فهرست سرده‌ها و گونه‌های منتخب
بر اساس طبقه‌بندی‌های The Scorpion Files و Prendini & Francke:
- Scorpioninae (لاتریه، ۱۸۰۲)
  - هترومتروس (ارنبرگ، ۱۸۲۸)
  - Opistophthalmus (کخ، ۱۸۳۷)
  - پاندینوس (تورل، ۱۸۷۶)
  - اسکورپیو ( لینه، ۱۷۵۸)
  - † (Mioscorpio (Kjellesvig-Waering ۱۹۸۶
  - † (Sinoscorpius (Hong، ۱۹۸۳
- (Diplocentrinae (Karsch، ۱۸۸۰
  - (Diplocentrini (Karsch، ۱۸۸۰
    - بیوکولوس استانک، ۱۹۶۸
    - کازیریوس فرانکه، ۱۹۷۸
    - Cryptoiclus Teruel & Kovařík، ۲۰۱۲
    - Didymocentrus Kraepelin، ۱۹۰۵
    - Diplocentrus Peters، 1861[۵]
      - D. peloncillensis[۶]
      - D. spitzeri[۷]

    - هترونبو پوکوک، ۱۸۹۹
    - اوکلوس سیمون، ۱۸۸۰
    - Tarsoporosus Francke، ۱۹۷۸

  - نبینی کراپلین، ۱۹۰۵
    - نبو سیمون، ۱۸۷۸
- Rugodentinae Bastawade , Sureshan & Radhakrishnan، ۲۰۰۵
  - Rugodentus Bastawade , Sureshan & Radhakrishnan، ۲۰۰۵
- (Urodacinae (Pocock، ۱۸۹۳
  - اوروداکوس پیترز، ۱۸۶۱
  - اوپس ولشنک و پرندینی، ۲۰۰۸